# Pschent
Pschent (von griechisch ψχέντ) ist  die altägyptische Doppelkrone, welche die rote Krone des Nordens (Unterägypten) mit der weißen Krone des Südens (Oberägypten) kombiniert. Die Doppelkrone ist erstmals unter König Den in der 1. Dynastie in Verbindung seiner Einführung des Thronnamens belegt.

## Ikonografie
An der Stirnseite des Pschent befindet sich eine Uräusschlange als Symbol der unterägyptischen Gottheit Wadjet neben einem Geierkopf als Darstellungsform für die oberägyptische Göttin Nechbet. So verkörperten beide Kronen die königlichen Schutzgöttinnen.

## Bedeutung
Die Krone ist die Kombination der selbständigen roten Krone des Nordens und der weißen Krone des Südens. Eine symbolische Kopplung an Unter- und Oberägypten lag zunächst nicht vor. Die ägyptische Gottheit der Schöpfung, Atum, wurde mit der Doppelkrone dargestellt. Von der Doppelkrone ist kein Originalexemplar erhalten, so dass auf ihre Beschaffenheit nur aus Reliefdarstellungen sowie Holz- und Steinplastiken geschlossen werden kann.